# フランシスコ・コンセイソン
フランシスコ・フェルナンデス・ダ・コンセイソン（Francisco Fernandes da Conceição, 2002年12月14日 - ）は、ポルトガル・コインブラ出身のサッカー選手。ユヴェントスFC所属。ポルトガル代表。ポジションはフォワード。

## クラブ経歴
8歳の時にスポルティングCPのユースチームに加入し、6シーズン在籍していた。FCポルトのリザーブチームであるパドロエンセFCで1年過ごした後、2018年にFCポルトのユースチームに加入した。2020年8月に、クラブとプロ契約を締結した。2020-21シーズン、リーガプロのヴァルジンSC戦でプロデビューを果たした。
2021年2月13日、ボアヴィスタFC戦でトップチームデビューを果たした。その4日後、UEFAチャンピオンズリーグのユヴェントスFC戦に途中出場し、クラブ史上2番目に若いUEFAチャンピオンズリーグに出場した選手となった。
2022年7月21日、アヤックス・アムステルダムへ完全移籍。5年契約を結んだ。
2023年9月1日、FCポルトに1年間の期限付き移籍で復帰した。背番号は以前に在籍していた時と同じ10番。 なお、この契約には1000万ユーロの買い取りオプションが含まれており、25試合に出場し、45分以上プレーした場合は買い取りオプションの義務が発生すると報じられている。2024年4月23日、買取オプションが行使され、FCポルトに完全移籍したことが発表された。契約期間は2029年6月までの5年間で、契約解除金は6000万ユーロに設定された。
2024年8月27日、ユヴェントスFCに1年間のレンタルで移籍した。レンタル料は700万ユーロとボーナスが最大300万ユーロ。背番号はフェデリコ・キエーザが昨季まで着用し、同郷の英雄のクリスティアーノ・ロナウドが着用した「7番」。
2025年7月22日、ユヴェントスFCはコンセイソンの完全移籍を発表し、2030年6月30日までの5年契約を締結したと発表。移籍金は総額3200万ユーロ。

## 代表経歴
2024年3月15日、ポルトガル代表に初招集された。
UEFA EURO 2024では、2024年6月18日、グループリーグのチェコ戦でアディショナルタイムに決勝ゴールを決めて勝利に貢献し、フェデリコ・キエーザに続いてUEFA EURO本大会史上2組目となる親子で得点を記録した（父のセルジオ・コンセイソンはUEFA EURO 2000のドイツ戦で3得点を記録）。

## 人物・エピソード
ラツィオやインテル・ミラノ、パルマでプレーした元ポルトガル代表のセルジオ・コンセイソンは父であり、4番目の息子である。兄のセルジオとロドリゴもサッカー選手である。

## 個人成績

### クラブでの成績
2023年10月14日現在
| クラブ             | シーズン       | リーグ戦         | リーグ戦 | リーグ戦 | カップ戦 | カップ戦 | リーグ杯 | リーグ杯 | 国際大会 | 国際大会 | その他 | その他 | 通算 | 通算 |
| クラブ             | シーズン       | リーグ           | 出場     | 得点     | 出場     | 得点     | 出場     | 得点     | 出場     | 得点     | 出場   | 得点   | 出場 | 得点 |
| ------------------ | -------------- | ---------------- | -------- | -------- | -------- | -------- | -------- | -------- | -------- | -------- | ------ | ------ | ---- | ---- |
| ポルト B           | 2020-21        | セグンダ         | 20       | 4        | —        | —        | —        | —        | —        | —        | —      | —      | 20   | 4    |
| ポルト             | 2020-21        | プリメイラ       | 14       | 0        | 1        | 0        | 0        | 0        | 2        | 0        | —      | —      | 17   | 0    |
| ポルト             | 2021-22        | プリメイラ       | 25       | 2        | 4        | 1        | 1        | 0        | 3        | 0        | —      | —      | 33   | 3    |
| ポルト             | 通算           | 通算             | 39       | 2        | 5        | 1        | 1        | 0        | 5        | 0        | —      | —      | 50   | 3    |
| ヨング・アヤックス | 2022-23        | エールステ       | 7        | 5        | —        | —        | —        | —        | —        | —        | —      | —      | 7    | 5    |
| アヤックス         | 2022-23        | エールディヴィジ | 19       | 0        | 5        | 0        | —        | —        | 4        | 1        | —      | —      | 28   | 1    |
| ポルト (loan)      | 2023-24        | プリメイラ       | 2        | 0        | 0        | 0        | 0        | 0        | 2        | 0        |        |        | 4    | 0    |
| キャリア総通算     | キャリア総通算 | キャリア総通算   | 87       | 11       | 10       | 1        | 1        | 0        | 11       | 1        | —      | —      | 109  | 13   |

1. 1 2 3  UEFAチャンピオンズリーグ
2. ↑  UEFAチャンピオンズリーグ2試合、UEFAヨーロッパリーグ1試合に出場
3. ↑  UEFAチャンピオンズリーグ3試合、UEFAヨーロッパリーグ1試合に出場

## タイトル

### クラブ
FCポルト
- プリメイラ・リーガ : 2021-22
- タッサ・デ・ポルトガル : 2021-22